# The Aggrovators
The Aggrovators, parfois orthographié Aggravators ou Agrovators, est un groupe de musiciens de reggae jamaïcain dont les membres ont été réunis par le producteur Bunny Lee afin d'accompagner les groupes qui enregistraient dans son studio. En furent membres les musiciens suivant (liste non exhaustive) : Aston Barrett, Carlton Barrett, Robbie Shakespeare, Lloyd Parkes, Carlton Davis, Tommy McCook, Vin Gordon, Bobby Ellis, Lennox Brown, Winston Wright (en), Bernard Harvey, Ansell Collins, Earl 'Chinna' Smith, Willie Lindo, Skully Simms.

## Discographie

### Albums
- 1975 - Shalom Dub (King Tubby & The Aggrovators)
- 1975 - Brass Rockers (Tommy McCook & Aggravators)
- 1975 - Cookin (Tommy McCook & The Aggrovators)
- 1975 - King Tubby Meets The Agrovators At Dub Station (Tommy McCook & The Aggrovators)
- 1975 - Show Case (Tommy McCook & The Aggrovators)
- 1976 - Rasta Dub 76
- 1976 - Reggae Stones Dub
- 1977 - Kaya Dub
- 1977 - Agrovators Meets The Revolutioners At Channel One Studios
- 1977 - Disco Rockers (Tommy McCook & The Aggrovators) (aka Hot Lava)
- 1978 - Guerilla Dub (The Aggrovators & The Revolutionaries)
- 1978 - Jammies In Lion Dub Style
- 1979 - Rockers Almighty Dub (The Aggrovators & The Revolutionaries)
- 197X - Presents Super Dub Disco Style (Bunny Lee & The Aggrovators)
- 1982 - Dubbing In The Back Yard (King Tubby's And The Agrovators)
- 1983 - Scientist Presents Neville Brown With The Aggrovators At Channel One

### Compilations
- 1975-77 - Bionic Dub (The Aggrovators & King Tubby & Bunny Lee)
- 197X - Bunny Lee Meets King Tubby & Aggrovators
- 1973-77 - Creation Dub (The Aggrovators & King Tubby)
- 1974-76 - Dub Jackpot (The Aggrovators & King Tubby)
- 1975-76 - Dub Justice
- 1973-78 - Dubbing It Studio 1 Style
- 1975-77 - Foundation Of Dub (King Tubby & The Aggrovators)
- 197X - Instrumental Reggae (The Aggrovators Featuring Bobby Ellis & Tommy McCook)
- 1975-76 - Johnny In The Echo Chamber
- 1973-77 - Straight To I Roy Head (Bunny Lee & King Tubby & The Aggrovators)